# Pedro Cieza de León
Pour les articles homonymes, voir Cieza (homonymie).
Pedro Cieza de León (Llerena (Estrémadure) 1520 - Séville 2 juillet 1554) est un conquistador espagnol et chroniqueur du Pérou.
Il est connu pour avoir écrit une description historique et géographique du Pérou : Crónicas del Perú. Il rédigea son récit en trois volumes, dont le premier tome fut publié de son vivant. Les autres parties de son travail ne furent éditées qu'aux XIXe et XXesiècles.

## Biographie
On sait peu de choses sur son enfance. Son père, Lope de León, était marchand à Llerena et sa mère s'appelait Leonor de Cazalla. 
Dès 1536, il s'embarque pour l'Amérique, où il participera à plusieurs expéditions militaires. 
En 1540, il participe avec Jorge Robledo à l'exploration de la région de Antioquia et à la fondation de la ville de Cartago en Colombie.
En 1541, il travailla à Carthagène des Indes au côté de l'explorateur Sebastián de Belalcázar.
Pedro Cieza de León participa aux campagnes militaires menées par Pedro de la Gasca contre la rébellion de Gonzalo Pizarro.
En 1548, il s'installa dans la « ville des Rois » (Lima actuelle), où il commença sa carrière comme auteur et chroniqueur officiel du Nouveau Monde. Durant les deux années suivantes, il parcourut le territoire péruvien afin de collecter un certain nombre d'informations pour compléter et rédiger sa chronique du Pérou.
En 1551, Cieza de León retourna en Espagne et s'installa à Séville, où il se maria avec Isabel López de Abreu.
En 1553, il fit publier à Séville le premier tome de la Crónicas del Perú. Il mourut l'année suivante sans avoir eu le temps de faire publier le reste de son œuvre.
En 1871, fut publiée la deuxième partie de sa Chronique du Pérou sous le titre Segunda parte de la crónica del Perú, que trata del señorío de los incas yupangueis y de sus grandes hechos y gobernación. 
En 1909 fut éditée la troisième partie de cette chronique sous le titre Tercer libro de las guerras civiles del Perú, el cual se llama la guerra de Quito.